# Roženkravt
Róženkravt [žə] (znanstveno ime Pelargonium radens) je rastlina trajnica, uporabjena tudi kot cvetlica za okras na vrtu. Kot večina pelargonij izvira tudi roženkravt iz Južne Afrike. To je vednozelena večletna rastlina, ki so jo včasih gojili v večjih loncih, čez zimo so jo spravili v kak ne premrzel prostor, da ni pomrznila. Sveže in aromatične liste so uporabili v kulinariki za aromatiziranje sadnih solat, hladnih napitkov, sladoleda in različnega peciva. V preteklosti so jo uporabljali tudi v domačem zdravilstvu pri napadih epilepsije(božjasti) in pri težavah s srcem.